# Double data rate
Double data rate je ve výpočetní technice metoda, při které jsou data přenášena s náběžnou i sestupnou hranou hodinového signálu. Dalšími používanými termíny jsou double pumped, dual-pumped a double transition. V oblasti NAND flash pamětí je používán termín toggle mode.

## Charakteristika
Nejjednodušším způsobem přenosu signálů v elektronických obvodech, které se řídí hodinovým signálem, je přenášet data vždy každý hodinový cyklus. Hodinový cyklus je však signalizován periodickým signálem, který má dvě změny signálu za jednu periodu (jeden tik) hodin – náběžnou a sestupnou hranu. V takovém způsobu řízení je změna na datové sběrnici každou druhou změnu na signalizační sběrnici a nedosahuje tedy maximálního možné frekvence přenosů. Pomocí technologie double data rate jsou využity obě hrany (náběžná i sestupná) pro signalizaci přenosu na datové sběrnici a tím pádem obě dosahují limitního počtu změn za časový okamžik a zároveň dojde ke zdvojnásobení počtu přenosů na datové sběrnici (odtud pochází název technologie).
Technologie double data rate by neměla být zaměňováno s vícekanálovou architekturou paměti, která paralelizuje datové přenosy.